# Нашшар Лайонс
ФК «Нашшар Лайонс» (мальт. Naxxar Lions Football Club) — мальтійський футбольний клуб з міста Нашшар, заснований у 1920 році. Виступає у Прем'єр-лізі. Домашні матчі приймає на стадіоні «Центенарі», потужністю 2 000 глядачів.